# Serhij Łeżencew
Serhij Borysowycz Łeżencew, ukr. Сергій Борисович Леженцев, ros. Сергей Борисович Леженцев, Siergiej Borisowicz Leżiencew (ur. 4 sierpnia 1971 w Symferopolu, Ukraińska SRR) – ukraiński piłkarz, grający na pozycji obrońcy, a wcześniej pomocnika, reprezentant Ukrainy, trener piłkarski.

## Kariera piłkarska

### Kariera klubowa
Wychowanek SDJuSzOR (szkoły piłkarskiej) Tawrija Symferopol, w której rozpoczął karierę piłkarską. W 1990 został piłkarzem Okeanu Kercz, skąd w 1992 przeszedł do Kreminia Krzemieńczuk, a w 1993 do Nywy Tarnopol. W 1994 został zaproszony do Dynama Kijów. Od 1996 występował w Czornomorcu Odessa. Potem bronił barw klubów Worskła Połtawa, Tawrija Symferopol, Metalist Charków i Krywbas Krzywy Róg. Karierę piłkarską zakończył w drugoligowym zespole PFK Sewastopol.

### Kariera reprezentacyjna
16 października 1993 debiutował w drużynie narodowej Ukrainy w wygranym 2:1 meczu towarzyskim z USA. Łącznie rozegrał 7 gier reprezentacyjnych.

## Kariera trenerska
Po zakończeniu kariery zawodniczej pomagał trenować Tytan Armiańsk, a potem Feniks-Illiczowec Kalinine. W 2005 samodzielnie prowadził IhroSerwis Symferopol.

## Sukcesy i odznaczenia

### Sukcesy klubowe
- mistrz Ukrainy: 1995, 1996
- zdobywca Pucharu Ukrainy: 1996